# David Seely (4e baron Mottistone)
David Peter Seely, 4e baron Mottistone (16 décembre 1920 - 24 novembre 2011) est un officier de marine et pair britannique.

## Biographie
Seely est né en 1920. Il est le fils aîné du 1er baron Mottistone de son second mariage avec Evelyn Izme Murray fille de Montolieu Oliphant-Murray (1er vicomte Elibank) et 10e Lord Elibank, et demi-frère de Henry John Alexander Seely, 2e baron Mottistone et Arthur Patrick William Seely, 3e baron Mottistone. Il est le petit-fils de Charles Seely (1er baronnet). Il est baptisé avec Winston Churchill et le duc de Cornouailles (plus tard Édouard VIII) comme parrains.
Il sert dans la Royal Navy, atteignant finalement le grade de capitaine. Il commande Cossack entre 1958 et 1959 et Ajax entre 1963 et 1965. En 1966, il hérite de la baronnie et se retire du service.
Il est Lord Lieutenant de l'Île de Wight de 1986 à 1995 et le dernier gouverneur de l'île de Wight de 1992 à 1995, où la famille Seely joue un rôle de premier plan depuis les années 1850. Il est nommé Commandeur de l'Ordre de l'Empire britannique en 1984 et docteur honoris causa en littérature de l'Université de Bournemouth en 1993. Il est également membre d'office du Royal Yacht Squadron. Il est décédé le 24 novembre 2011. Il est remplacé par son fils aîné Peter John Philip Seely, né le 29 octobre 1949, qui est un filleul du prince Philip, duc d'Édimbourg.